# Albertinum

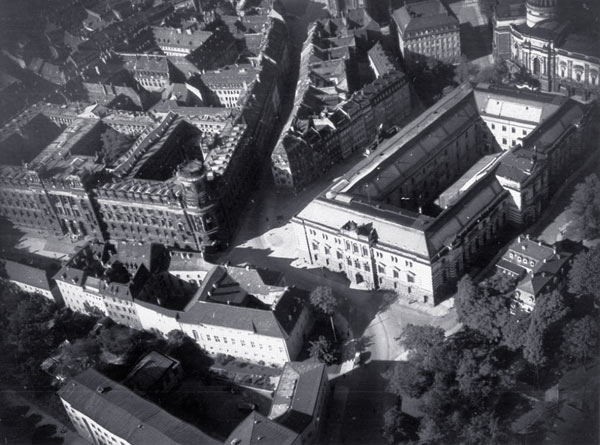
Albertinum (dcha.) y cuartel de la policía (izda.).

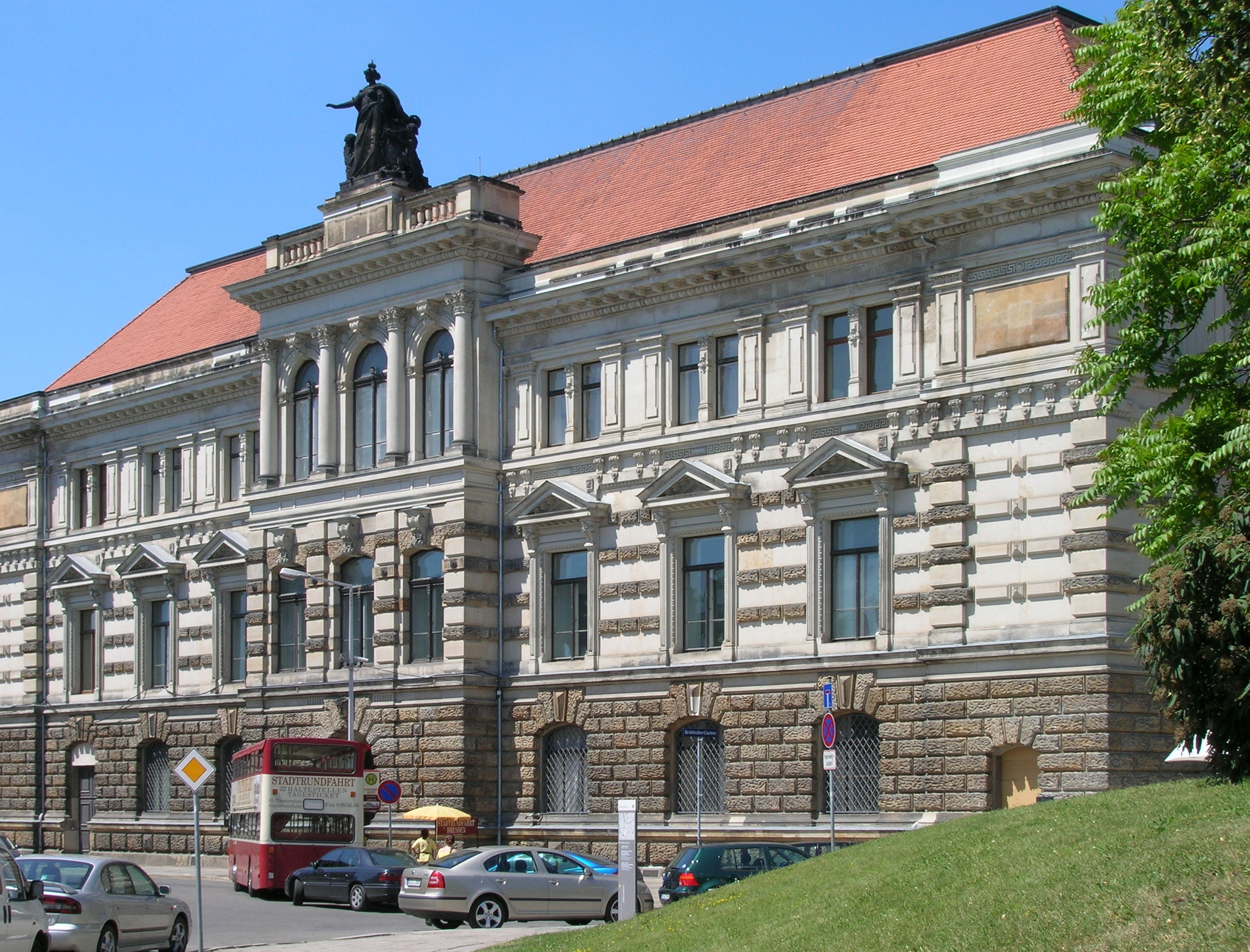
Fachada oriental en la actualidad.

El Albertinum es un museo de la ciudad alemana de Dresde ubicado en el emplazamiento de la antigua armería de la ciudad. Situado en el extremo oriental de la terraza de Brühl, alberga en la actualidad la pinacoteca de los maestros modernos (Galerie Neue Meister) y la colección de esculturas de las Staatliche Kunstsammlungen Dresden. El nombre Albertinum, al igual que en el caso de Albertplatz, es en honor al rey Alberto I de Sajonia, que mandó construirlo.

## Historia
El Albertinum se construyó entre 1884 y 1887 según diseño de Carl Adolf Canzler. Para ello se emplearon también restos de la antigua armería del principado electoral sajón, que había sido demolida. Desde 1889, el Albertinum fue utilizado para exponer esculturas. La antigua armería, construida entre 1559 y 1563 en estilo renacentista, era una de las más grandes y conocidas de toda Europa.
Durante la Segunda Guerra Mundial el Albertinum fue destruido, y su reconstrucción no terminó hasta 1953. Desde entonces alojó una parte sustancial del conjunto de museos conocido como Staatliche Kunstsammlungen Dresden; concretamente la colección de esculturas, la cúpula verde (en alemán Grünes Gewölbe, expone los tesoros de la casa de Wettin), una exposición de numismática y la Galerie Neue Meister.
La cúpula verde, así como las esculturas medievales y la colección de monedas, ya no se hospeda en el Albertinum. Desde el 8 de septiembre de 2004 lo hacen en el renovado Dresdner Residenzschloss.
El 3 de enero de 2006 el Albertinum se cerró para emprender trabajos de renovación. Fue reinaugurado el 20 de junio de 2010.

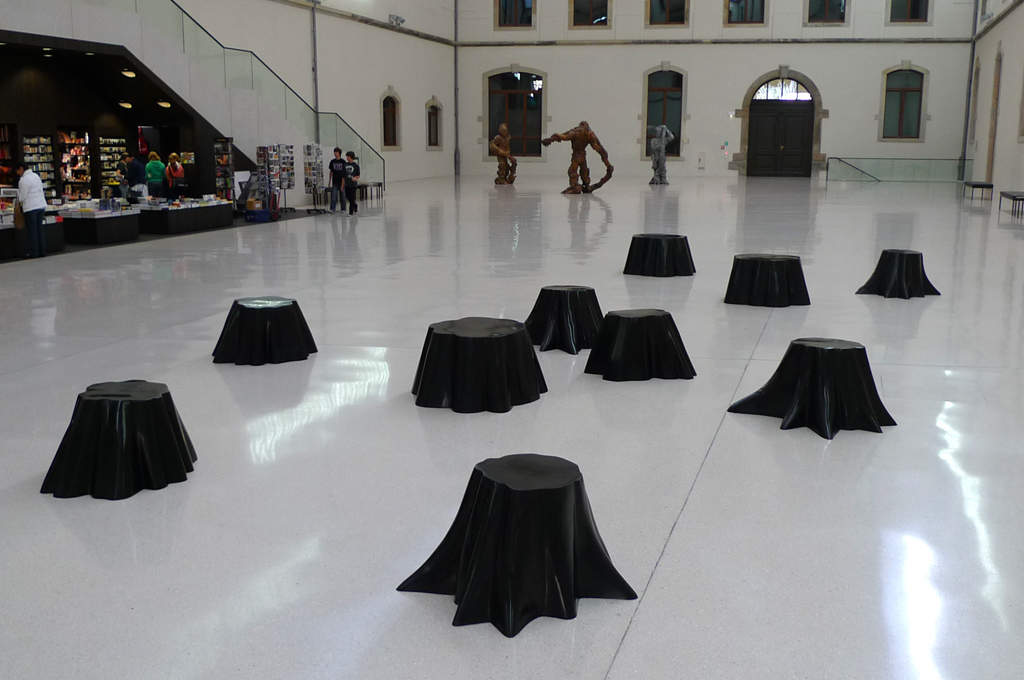
Eberhard Bosslet, Stump Stools, 2008; al nuevo atrium del Albertinum Dresden 2011